# Maxence van der Meersch
Maxence van der Meersch (ur. 4 maja 1907 w Roubaix, zm. 14 stycznia 1951 w Le Touquet) – francuski pisarz pochodzenia flamandzkiego.
Van der Meersch pisał głównie powieści obyczajowe. Nacisk kładł na dylematy moralne i etyczne, wskazując na rolę religii katolickiej w życiu. W 1936 roku otrzymał Nagrodę Goncourtów za Piętno boże.

## Twórczość
Wydane po polsku powieści:
- Le péché du monde (?, wydanie polskie: Grzech świata, ok. 1930?)
- Invasion 14 (1935, wydanie polskie: Inwazja roku 1914, 1938)
- L'empreinte du Dieu (1936, wydanie polskie: Piętno boże 1937)
- Vie du curé d'Ars (1936, wydanie polskie: Proboszcz z Ars, 1959
- Corps et âmes (1943, wydanie polskie: Ciała i dusze, 1955)
- La petite Sainte Thérèse (1950, wydanie polskie: Mała Święta Teresa, 1954)

## Ekranizacje
Na podstawie powieści van der Meerscha powstało pięć filmów:
- La Maison dans la dune (1934, Dom na wydmie)
- La Maison dans la dune (1952, Dom na wydmie)
- La Maison dans la dune (1988, Dom na wydmie)
- L'Empreinte du Dieu (1940, Piętno boże)
- The Doctor and the Girl (1949, Doktor i dziewczyna; na podst. Ciała i dusze)